# Терлицци, Родольфо
Родольфо Терлицци (итал. Rodolfo Terlizzi, 17 октября 1896 — 11 июля 1971) — итальянский фехтовальщик на рапирах, олимпийский чемпион и чемпион мира.
Родился в 1896 году во Флоренции. В 1920 году стал в составе команды чемпионом Олимпийских игр в Антверпене. В 1930 году выиграл в составе команды Международное первенство по фехтованию. В 1932 году стал в составе команды обладателем серебряной медали Олимпийских игр в Лос-Анджелесе.
В 1937 году Международная федерация фехтования провела первый официальный чемпионат мира по фехтованию, одновременно признав чемпионатами мира проходившие ранее Международные первенства.